# Vincent Mensah
Pour les articles homonymes, voir Mensah.
Vincent Mensah, né le 19 juin 1924 à Cotonou (Bénin) et mort le 10 mars 2010 à Saint-Ouen-sur-Seine, est un prélat catholique béninois, évêque de Porto-Novo de 1970 à 2000.

## Biographie

### Formation et prêtrise
Après ses études au séminaire, qu’il termine à Rome, il est ordonné prêtre le 21 décembre 1952. 
Il obtient alors une licence en théologie ainsi qu'un doctorat en droit canonique, puis rentre au Bénin où il se met au service de la population de l'archidiocèse de Cotonou et du Dahomey. Il est alors nommé professeur au grand séminaire Saint-Gall de Ouidah, directeur diocésain et national des écoles catholiques, curé de la paroisse Saint-Michel de Cotonou de 1965 à 1970, consulteur diocésain et official du Tribunal ecclésiastique de Cotonou puis, enfin, supérieur ecclésiastique de la Congrégation des Sœurs de saint Augustin.

### Épiscopat
Le 21 septembre 1970, le pape Paul VI le nomme évêque de Porto-Novo. Il est alors consacré le 19 décembre suivant par le cardinal Paul Zoungrana, assisté de Robert-Casimir Dosseh-Anyron (de) et Bernardin Gantin, en la cathédrale Notre-Dame de l’Immaculée-Conception, à Porto-Novo.
En 1988, il fonde l'institut des Servantes de l’Amour Rédempteur du Christ, d'inspiration salésienne.
Le 18 juin 2000, à l'âge de 75 ans, il prend sa retraite et se retire dans sa résidence personnelle d'Agoué, où il continue de servir en tant que prêtre. Le 10 mars 2010, il meurt à Saint-Ouen-sur-Seine des suites d'un malaise respiratoire.
Ses obsèques sont alors célébrées le 25 mars suivant, jour de l'Annonciation, en la cathédrale de Porto-Novo.